# Lambda Centauri
Lambda Centauri (λ Cen, λ Centauri) é uma estrela na constelação de Centaurus. Tem uma magnitude aparente visual de 3,14, sendo visível a olho nu. Com base em medições de paralaxe, está localizada a aproximadamente 470 anos-luz (144 parsecs) da Terra. Está na direção da nebulosa IC 1944/1948, um objeto bem mais afastado, a uma distância de mais de 2 000 parsecs, não sendo relacionado fisicamente à estrela.
Lambda Centauri é uma estrela gigante de classe B com um tipo espectral de B9 III, tendo sido classificada também como A1 III. Tem uma massa equivalente a 4,5 vezes a massa solar e raio de 10 vezes o raio solar. Está irradiando quase 1 000 vezes a luminosidade solar de sua fotosfera a uma temperatura efetiva de 9 880 K. Está rotacionando rapidamente com uma velocidade de rotação projetada de 183 km/s. Sua idade é estimada em 125 milhões de anos.
Lambda Centauri é uma estrela binária, possuindo uma estrela companheira de magnitude 6,8, que pode ser uma estrela de classe A com aproximadamente o dobro da massa solar. Separada da primária por 0,73 segundos de arco, o que corresponde a uma separação física mínima de 90 UA, essa estrela leva mais de 335 anos para completar uma órbita. Uma companheira óptica de magnitude 11,5 é encontrada a uma separação de 16 segundos de arco, mas está significativamente mais distante que Lambda Centauri. O sistema é membro do subgrupo Centaurus Inferior-Crux da associação Scorpius–Centaurus, a associação OB mais próxima do Sol.